# Vereinsthaler
Pour les articles homonymes, voir Thaler.
Le Vereinsthaler ((de) ou Vereinstaler, « thaler de l'Union ») est l'ancienne monnaie officielle de l'union monétaire confédérant, dans le cadre du Zollverein, les différents États allemands avant l'unification monétaire de 1873 et l'empire d'Autriche avant 1868.

## Histoire monétaire

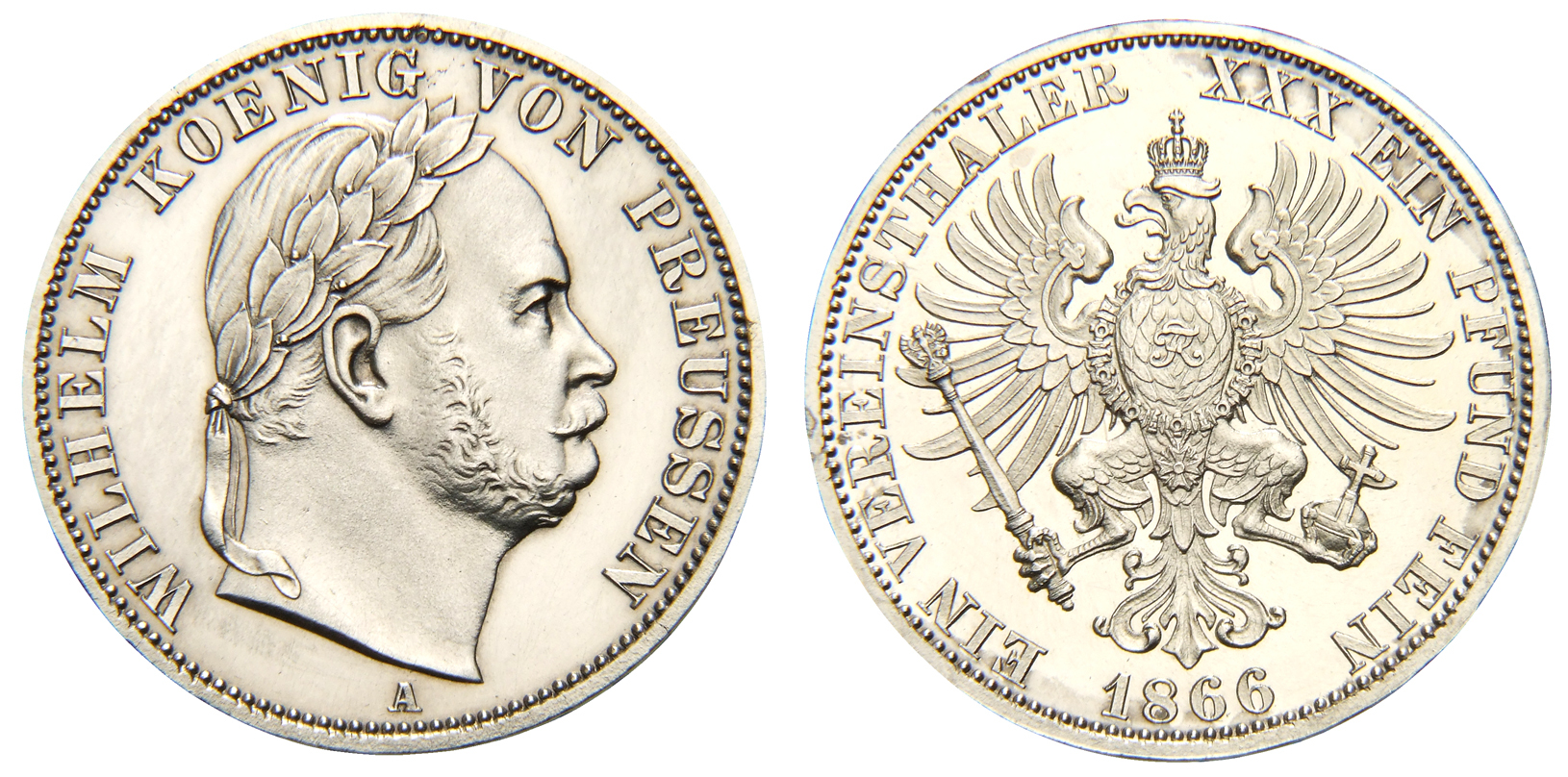
1 Vereinsthaler (1866), frappé à Berlin (A) aux armes du royaume de Prusse.

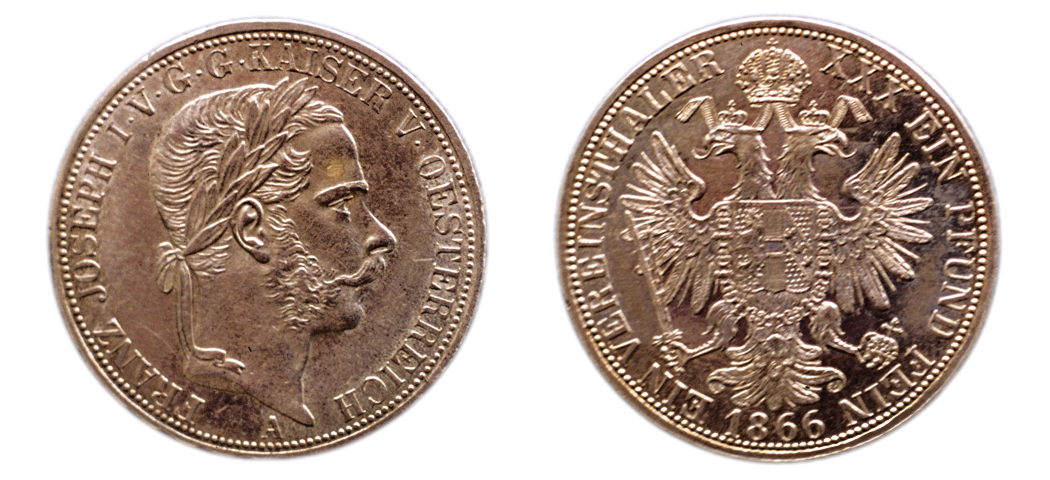
1 Vereinsthaler (1866), frappé à Vienne (A) aux armes de l'empire d'Autriche.

La Confédération germanique, fondée en 1815, avait institué une première forme d'union monétaire, le Konventionsthaler, reposant sur un thaler d'argent calculé comme étant le dixième d'un marc de Cologne de 233,3 grammes d'argent fin. Après 1837 et la création du Zollverein, le royaume de Prusse, sans rompre totalement avec ce système, tente d'imposer un thaler prussien qui représente désormais le quatorzième du marc de Cologne. Après la période révolutionnaire de 1848-1849, les États germaniques du nord et du sud se retrouvent de nouveau, le 24 janvier 1857, autour de la nécessité d'une monnaie commune pour des raisons commerciales : le Vereinsthaler est le fruit de cette nouvelle union monétaire, et vaut exactement 1/30e d'une livre métrique d'argent pur (500 g). L'Union latine, signée en 1865 autour du franc français, fait figure de réponse, sauf que ce dernier repose sur un système bimétallique et l'étalon-or,.
La guerre entre la Prusse et l'empire d'Autriche, en 1866, réduit la zone d'échange du Vereinsthaler, après 1868, aux États germaniques du Nord avec la Prusse comme axe central. En 1873, la création du mark-or (Goldmark), comme unité monétaire de l'Empire allemand unifié, met fin à ce système.

## Système de conversion
Par convention, le thaler contient 16,6666 g d'argent pur (soit 18,52 g d'argent à 900 millièmes) et est divisé en 30 Silbergroschen et 360 pfennigs. Chaque pièce doit porter, sur l'une de ses faces, la mention « XXX eine Pfund fein » (i.e. « le trentième d'une livre d'argent fin »).
En Prusse, il équivaut à 3 marks. En Autriche et en Hongrie, il équivaut à 1,5 florin. En Bavière, il vaut 1,75 florin.
Chacun des États souverains, au sein de l'union monétaire, peut continuer à frapper ses propres monnaies divisionnaires.